# Schengen

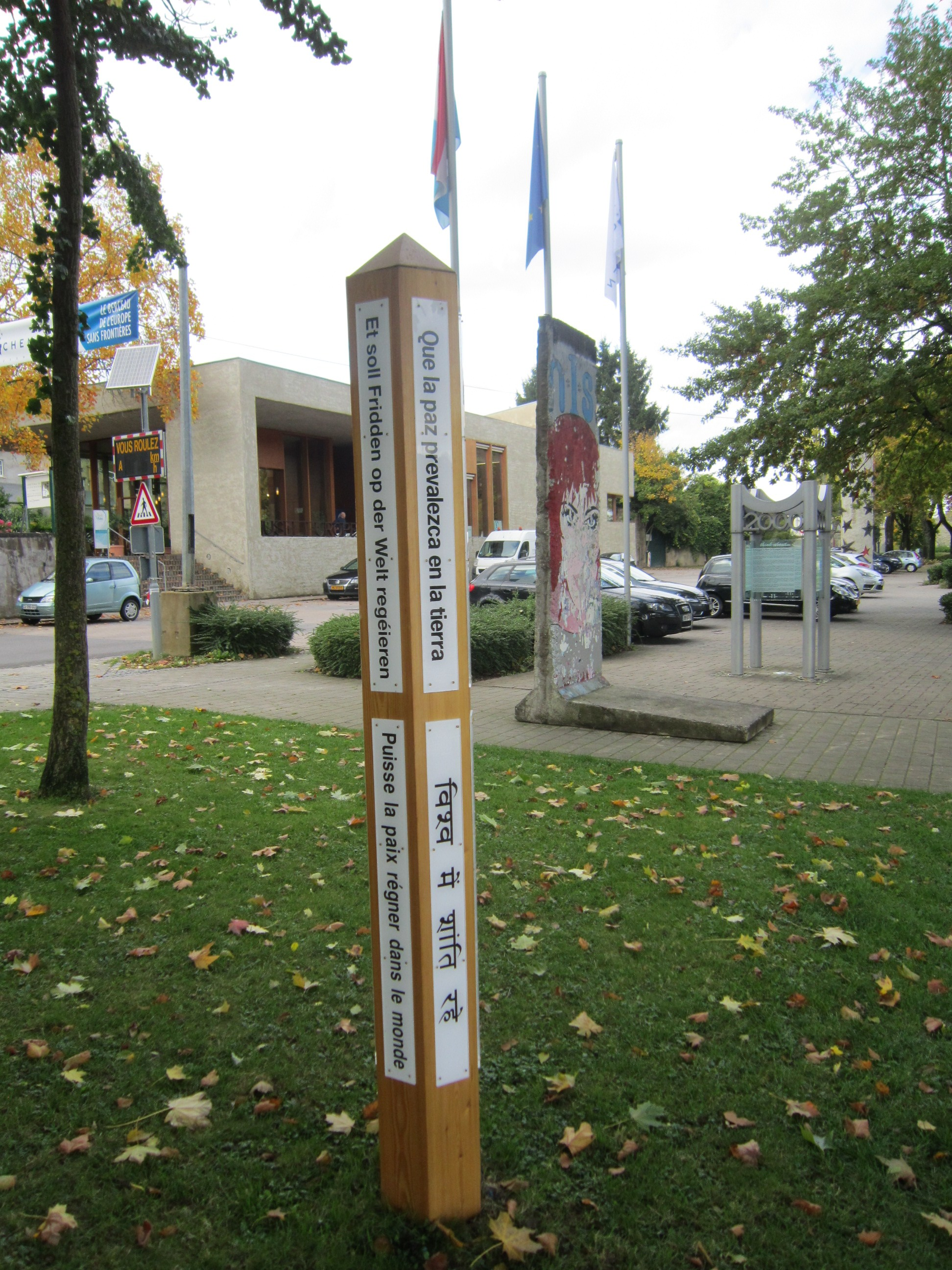
Friedenssäule, Segment der Berliner Mauer und Europadenkmal vor dem Europäischen Dokumentationszentrum in Schengen

Schengen (luxemburgisch Schengenⓘ) ist eine Gemeinde im Großherzogtum Luxemburg. Sie gehört zum Kanton Remich und ist Namensgeberin für die Schengener Abkommen.

## Geographie
Die Gemeinde liegt im Südosten von Luxemburg, unmittelbar an dem von Deutschland (Saarland), Frankreich (Lothringen) und Luxemburg gebildeten Dreiländereck.
Auf der anderen Seite der Mosel, verbunden durch die alte Moselbrücke, liegt die deutsche Gemeinde Perl und südlich davon die französische Gemeinde Apach. Das nördlich der Moselbrücke gelegene Viadukt von Schengen ist eine Autobahnbrücke, die Luxemburg und Deutschland miteinander verbindet.
Die Gemeinde Schengen besteht aus den folgenden Ortschaften:
- Bech-Kleinmacher
- Bürmeringen
- Elvingen
- Emeringen
- Remerschen
- Schengen
- Schwebsingen
- Wellenstein
- Wintringen

Das Rathaus befindet sich in Remerschen.
Die Ortschaft Schengen ist ein kleines Winzerdorf an der Mosel. Sie war Hauptort der aus den Orten Remerschen, Schengen und Wintringen bestehenden Gemeinde, die ursprünglich Remerschen hieß. Am 3. September 2006 wurde sie, in Anlehnung an das international bekannte, 1985 hier unterzeichnete Abkommen, zu Schengen umbenannt.

### Mitgliedschaften
Die Gemeinde ist Mitglied in folgenden Kommunalverbänden: Am Haff, SESE, SIAER, SICEC, SIGI, SIGRE und SYVICOL.

### Städtepartnerschaften
- Partnergemeinde ist Ischgl in Österreich.

## Politik
Die Gemeinde Schengen wird von der Bürgerliste Aer Ekipp regiert, welche im Gemeinderat durch eine absolute Mehrheit vertreten ist.
Zur Kommunalwahl im Juni 2023 wechselte die Gemeinde Schengen erstmals das Wahlsystem von Majorzwahl zu Proporzwahl, da die Schwelle von 3000 Einwohnern überschritten wurde.
Zur Kommunalwahl im Juni 2023 kandidierten zwei Bürgerlisten, von denen beide den Einzug in den Gemeinderat schafften.
| Partei               | Sitze: 11 | Stimmenanteil | Stimmenanteil                                                       |
| -------------------- | --------- | ------------- | ------------------------------------------------------------------- |
| Aer Ekipp (AE)       | 7         | 66,61 %       | Gemeinderatswahl Schengen 2023 %706050403020100 66,61 %33,39 % AEBZ |
| Besser Zesummen (BZ) | 4         | 33,39 %       | Gemeinderatswahl Schengen 2023 %706050403020100 66,61 %33,39 % AEBZ |

## Schengener Abkommen

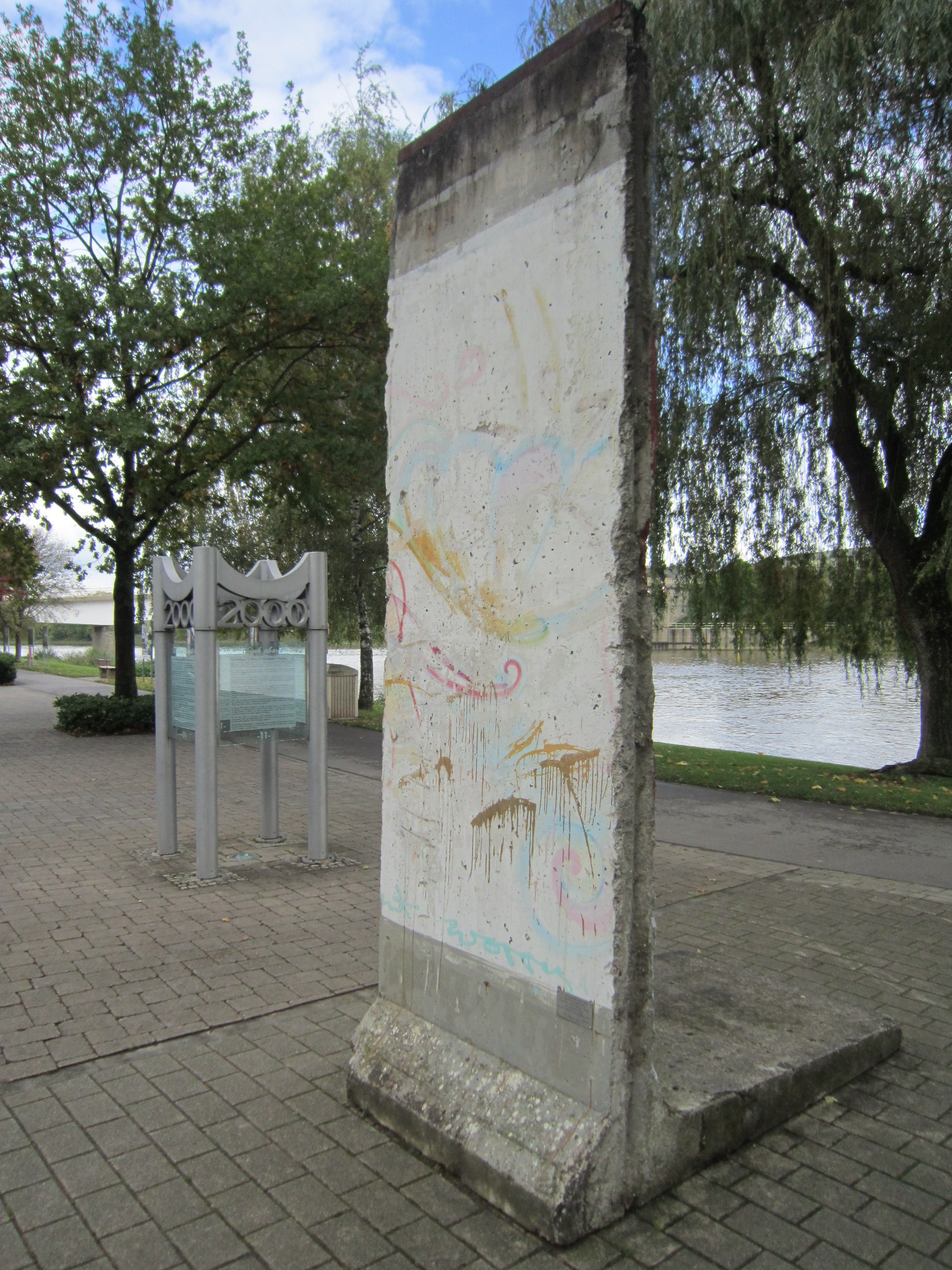
Europadenkmal und Segment der Berliner Mauer am Moselufer in Schengen

Schengen wurde zum Synonym für einen Raum ohne Grenzkontrollen, als am 14. Juni 1985 fünf EU-Mitgliedstaaten auf dem ankernden Fahrgastschiff MS Princesse Marie-Astrid das Schengener Übereinkommen unterzeichneten, das den Abbau der Kontrollen an den gemeinsamen Grenzen und die Einführung des freien Personen- und Warenverkehrs vorsieht.
Am Flussufer des Orts erinnern das Europäische Museum und ein Europadenkmal an die Unterzeichnung des Vertrages. Das Schengener Abkommen und weitere Übereinkommen zur Durchführung des Vorhabens bilden den sogenannten Schengen-Besitzstand. Das Schengener Abkommen trat am 26. März 1995 in Kraft und gilt wie die Einführung der gemeinsamen Währung Euro am 1. Januar 1999 als Meilenstein im europäischen Prozess.
Vor dem Europäischen Informationszentrum Centre Européen in Schengen wurde am 8. Februar 2010 ein Stück Berliner Mauer aufgestellt.
Anschließend wurde am 13. Juni 2010, zur Feier des 25-jährigen Bestehen des Schengener Abkommens, das Europäische Museum eingeweiht. Auf 200 Quadratmetern erfährt der Besucher alles Wissenswerte über die Geschichte und Bedeutung des Schengener Abkommens. Historische Fotos, Film- und Tonaufnahmen sowie Statements der damals Beteiligten zu ihrer Motivation dokumentieren die Unterzeichnung des Übereinkommens von 1985, das zudem ausgestellt wird.
Kernstück des Museums ist eine interaktive Kartenanimation. Man erhält hier Informationen zur Geschichte der Grenzen der einzelnen Schengen-Staaten sowie anderer EU-Staaten, die dem Schengen-Raum noch nicht beigetreten sind. Ziel der Animation ist es, dem Besucher zu erklären, wie sich innerhalb des Kontinents Europa die Grenzen und die damit zusammenhängenden politischen und wirtschaftlichen Machtverhältnisse seit 1815 verschoben haben. Auch der Unterschied zwischen Schengen-Raum und EU wird verdeutlicht.

## Sehenswertes

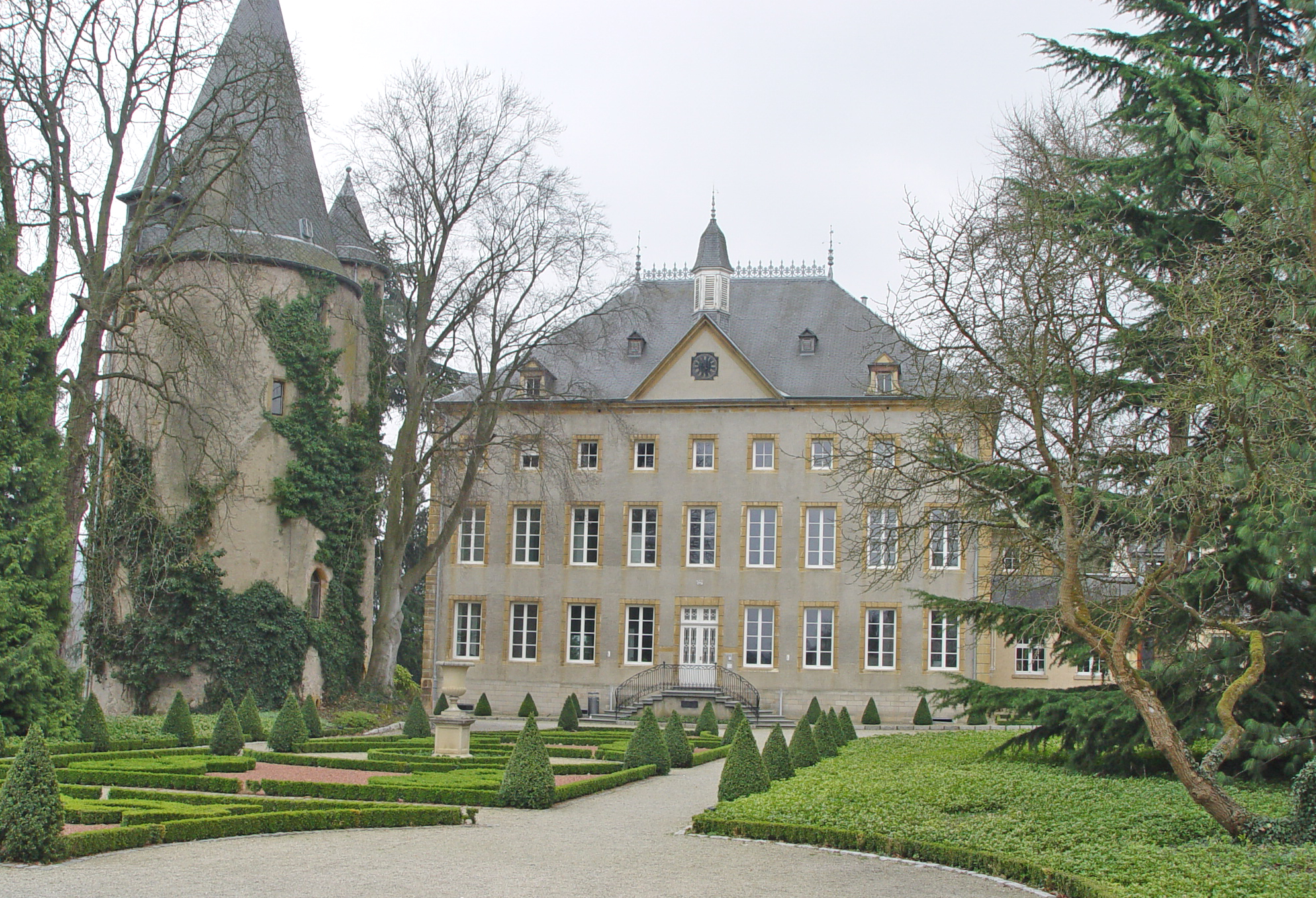
Schloss Schengen

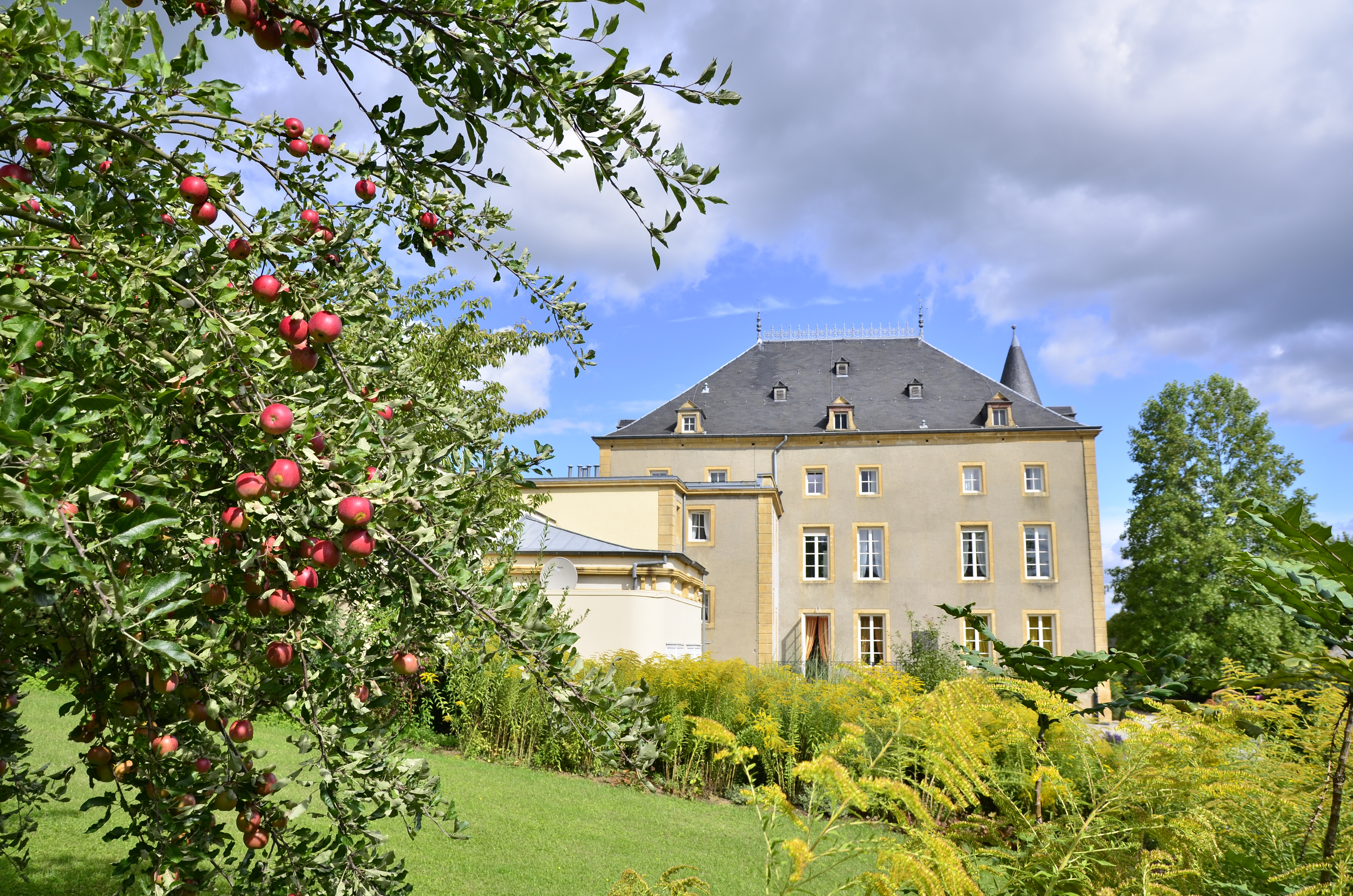
Schengener Schloss – Ansicht von Westen

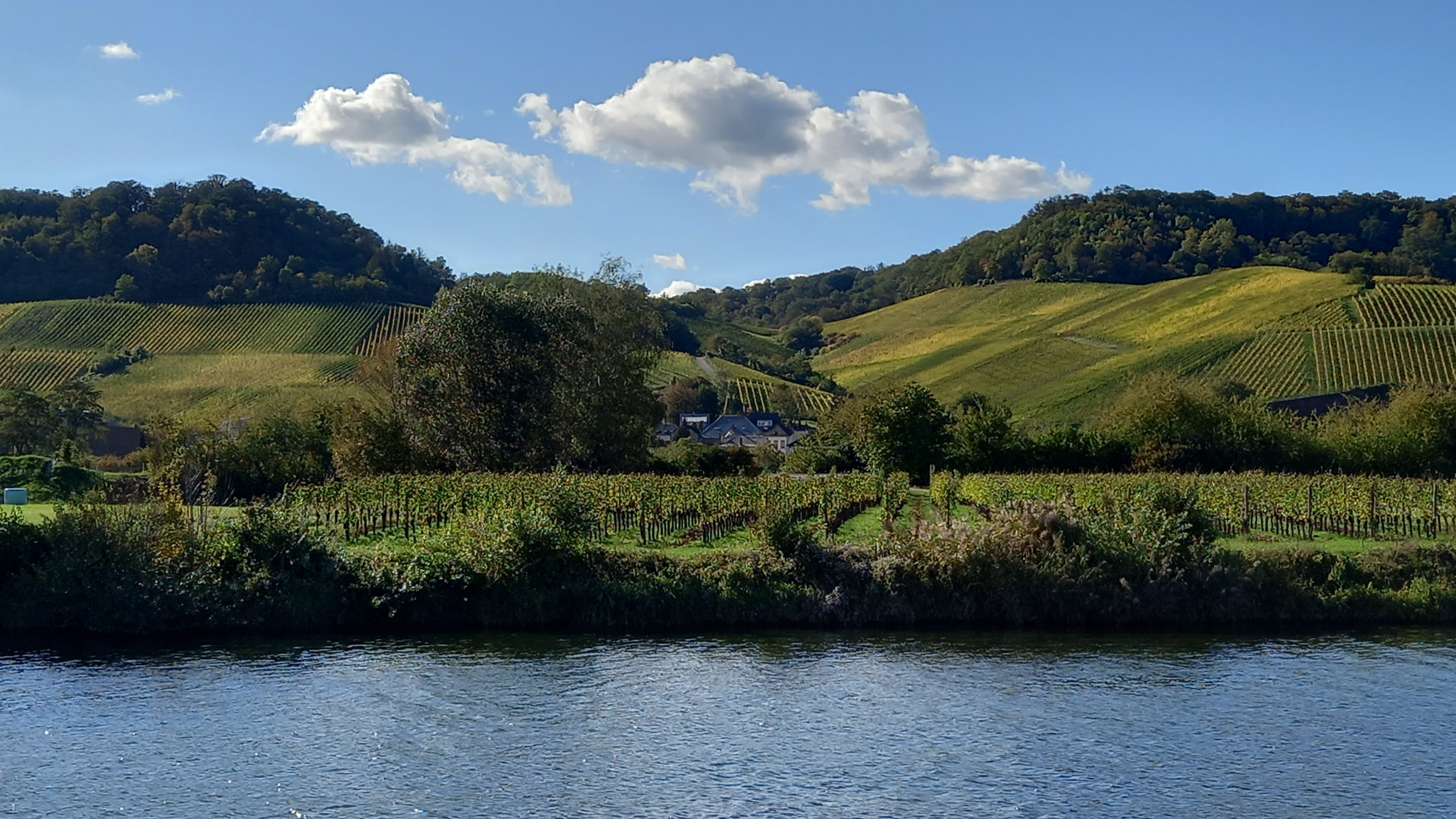
Weinbau an der Mosel bei Schwebsingen

Neben dem Denkmal an das Schengener Abkommen bietet Schengen noch weitere Sehenswürdigkeiten. Wahrzeichen des Ortes sind die Erlöserkirche und das Schloss Schengen, das auf eine Wasserburg aus dem 13. Jahrhundert zurückgeht. Der rekonstruierte Barockgarten des Schlosses gehört zum Ensemble der Gärten ohne Grenzen. Das Schloss, zuletzt Ferien- und Kinderheim der klösterlichen Kongregation der Schwestern von der hl. Elisabeth, wurde von diesen verpachtet und in ein Hotel umgebaut, das im Frühjahr 2010 eröffnete und im Sommer 2014 wieder geschlossen wurde. 2016 wurde das Schloss an das Unternehmen Regus verkauft. Das nach seinem früheren Besitzer benannte Kochhaus wurde 1779 erbaut.
Von Schengen aus führt die „Luxemburgische Weinstraße“ entlang der Mosel in nordöstlicher Richtung bis an die Mündung der Sauer bei Wasserbillig. Auf deutscher Seite wird dieses Weinanbaugebiet „Südliche Weinmosel“ genannt, das einen Teil der Weinbauregion Mosel-Saar-Ruwer bildet.
Nach dem Urteil von Historikern zeigt ein von Goethe hergestelltes Aquarell einen in Sierck aufgestellten Freiheitsbaum vor dem Hintergrund des Schengener Strombergs.